# Over the Next Hill
Over the Next Hill è un album dei Fairport Convention pubblicato nel 2004.

## Tracce
1. Over The Next Hill – 4:24
2. I'm Already There – 6:42
3. Wait for the Tide to Come In – 4:39
4. Canny Capers – 5:14
5. Over The Falls – 4:34
6. The Wassail Song – 3:19
7. The Fossil Hunter – 6:16
8. Willow Creek – 3:54
9. Westward – 4:11
10. Some Special Place – 3:41
11. Si Tu Dois Partir – 4:53